# Romain Guyot
Pour les articles homonymes, voir Guyot.
Ne doit pas être confondu avec Romain Guyot  (musicien).
Romain Guyot, né le 9 octobre 1992 à Angers et mort le 3 mars 2016 à La Roche-sur-Yon dans un accident de la route, est un coureur cycliste français membre de l'équipe Vendée U de 2011 à 2016.

## Biographie

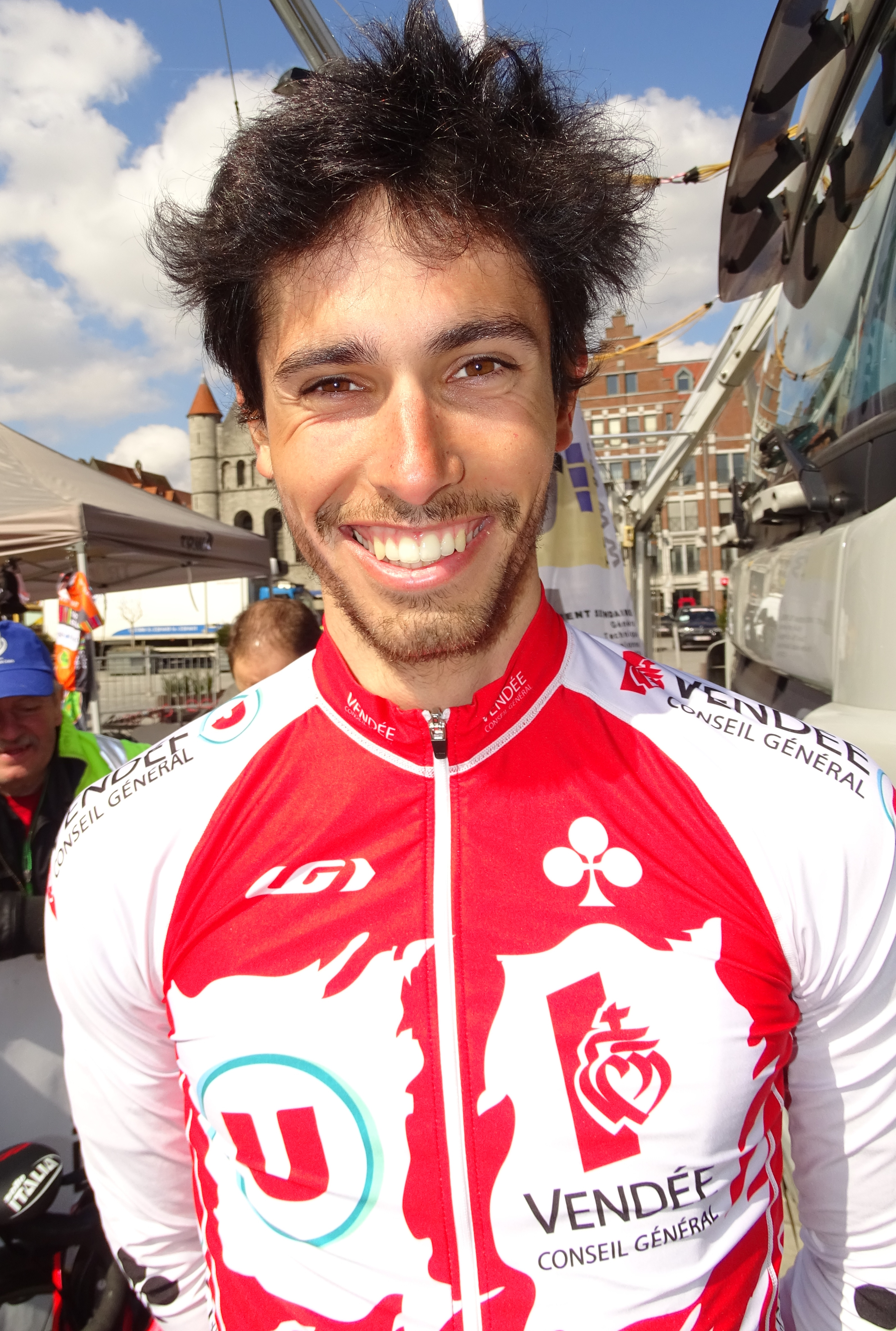
Romain Guyot lors du départ de la 3e étape du Triptyque des Monts et Châteaux 2015 à Tournai.

Romain Guyot se révèle en 2009 lors de sa première année en juniors. Il termine deuxième du championnat de France sur route juniors derrière Warren Barguil et troisième de la Ronde des vallées. Il participe également sous les couleurs de l'équipe de France juniors au Tour d'Istrie (32e), épreuve UCI Coupe des Nations Juniors.
En 2010, il remporte notamment la quatrième étape de la Course de la Paix juniors (12e du classement général) puis il termine deuxième du Tour du Valromey, quatrième du championnat de France de cyclo-cross juniors, quatrième de la Flèche plédranaise, cinquième de la Ronde des vallées et douzième de Paris-Roubaix juniors. En fin de saison, il participe au championnat du monde sur route juniors remporté par son coéquipier Olivier Le Gac.
En 2011, il rejoint l'équipe Vendée U. Il gagne deux courses de première catégorie.
L'année suivante, il participe au Val d'Ille U Classic 35 (18e) et à la Mi-août en Bretagne. Il se distingue en remportant les Boucles de la Loire.
En 2013, il remporte la difficile troisième étape du Circuit des plages vendéennes à Chantonnay, puis la première étape de la Ronde de l'Isard, une course par étapes montagneuse du circuit espoirs (moins de 23 ans). Il est stagiaire dans l'équipe continentale professionnelle Europcar du 1er août au 31 décembre 2015.
Il était pressenti pour passer professionnel en début de l'année 2016[réf. nécessaire] et aurait pu courir son premier Tour de France[réf. nécessaire]. Damien Pommereau (son directeur sportif) confiait à Ouest France « que cette année, c'est son tour ».
Le cyclo-cross de Sainte-Gemmes-sur-Loire, ville où il a grandi, devient en son  hommage le Souvenir Romain Guyot à partir de l'édition 2016.

## Accident
Il perd la vie lors d'un accident de la route, renversé par un camion, le 3 mars 2016 à La Roche-sur-Yon alors qu'il circulait à vélo au cours d'un entraînement. Une information judiciaire est alors ouverte.
Les circonstances de cet accident sont connues le jour-même : Romain Guyot venait de quitter son équipe d'entrainement et avait décidé de refaire une boucle seul. Il circule alors sur la route des Sables à la Roche-sur-Yon et arrivé au carrefour des deux boulevards Arago et Roger-Salengro, il décide de remonter la file pour venir se placer juste devant un camion poids lourd. Le chauffeur ne l'ayant pas vu l'a percuté lors de son démarrage. Romain Guyot est mortellement blessé et a succombé à ses blessures malgré une arrivée rapide des services de secours. Le chauffeur du camion a été aussitôt placé en garde à vue puis mis en examen pour homicide involontaire, assorti d'une interdiction de conduite et d'une période de contrôle judiciaire,.

## Palmarès et résultats

### Palmarès par année
- 2009
  - 2e du championnat de France sur route juniors
  - 2e du Tour du Morbihan Juniors
  - 3e du Prix de la Saint-Laurent Juniors
  - 3e de la Ronde des vallées
- 2010
  - 4e étape de la Course de la Paix juniors
  - 2e du Tour du Valromey
  - 3e du Trophée Louison-Bobet
- 2011
  - Prix de Thorigny
  - Grand Prix de Saint Herblain
- 2012
  - Boucles de la Loire
- 2013
  - 3e étape du Circuit des plages vendéennes
  - 1re étape de la Ronde de l'Isard d'Ariège
  - Jard-Les Herbiers
  - 3e du Tour de Rhuys
- 2014
  - Romain Guyot et ses coéquipiers remportent le classement par équipes du Triptyque des Monts et Châteaux 2015. Il est 7e au classement général, remporté par son coéquipier Lilian Calmejane.Nantes-Segré

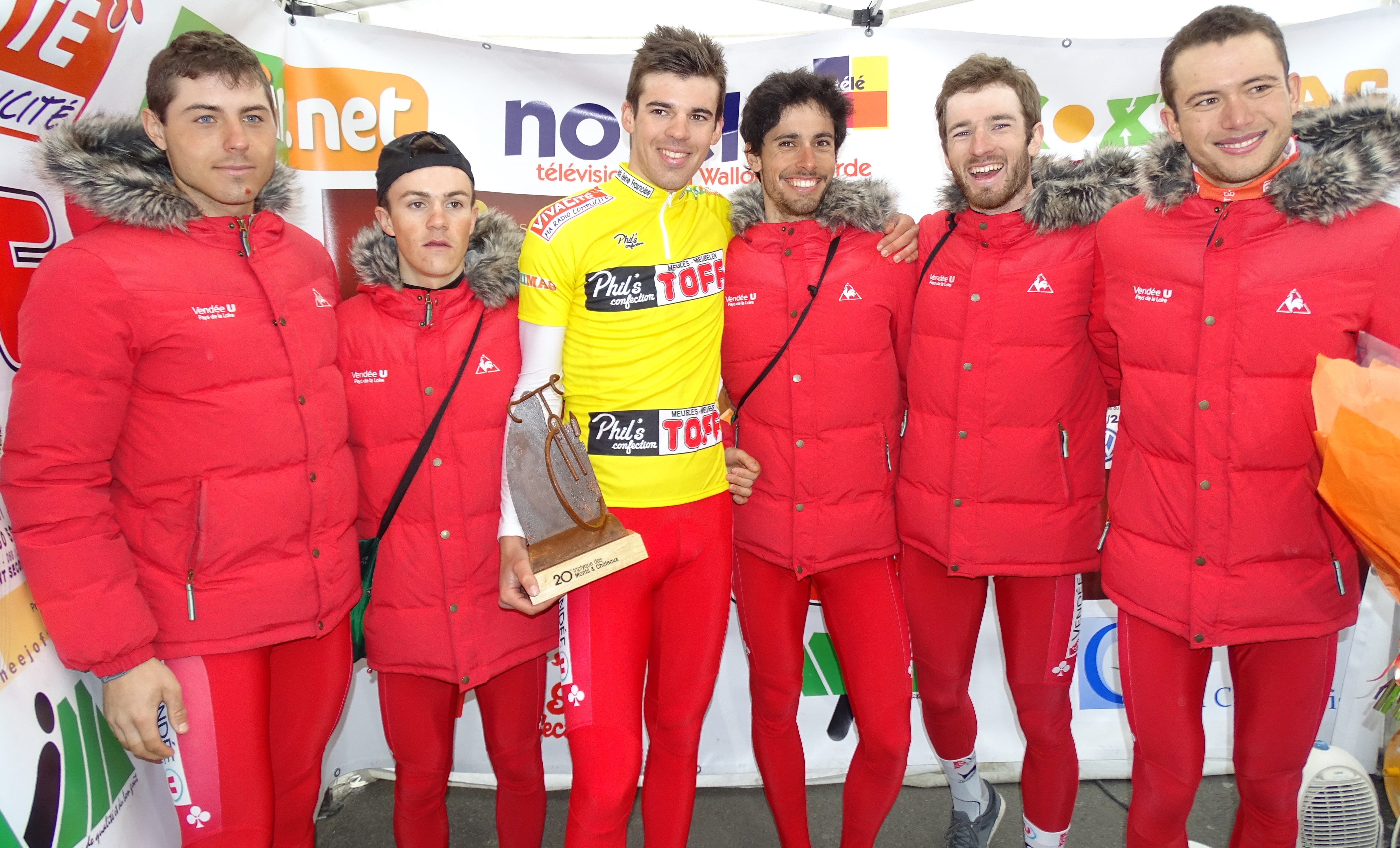
Romain Guyot et ses coéquipiers remportent le classement par équipes du Triptyque des Monts et Châteaux 2015. Il est 7e au classement général, remporté par son coéquipier Lilian Calmejane.

  - 3eb étape de la Ronde de l'Isard d'Ariège (contre-la-montre par équipes)
  - 1re étape du Tour Nivernais Morvan (contre-la-montre par équipes)
  - Vendée les 3 Rivières

- 2015
  - Nantes-Segré
  - La SportBreizh :
    - Classement général
    - 1re étape

  - Classement général du Saint-Brieuc Agglo Tour
  - Paris-Connerré
  - 2e du championnat des Pays de la Loire sur route

### Classements mondiaux
| Année           | 2013 | 2014 | 2015 |
| --------------- | ---- | ---- | ---- |
| UCI Europe Tour | 736e | 783e | 703e |

## Tour de France 2016
À l'occasion de l'étape du 4 juillet reliant Granville à Angers, les coureurs de l'équipe Direct Énergie ont décidé de rendre un bel hommage à leur copain Romain en arborant un bandeau rouge sur la manche droite de leur maillot, sur ce bandeau on peut lire son nom,.